# 1630 en philosophie
Chronologie de la philosophie
- 1626
- 1627
- 1628
- 1629
- 1630
- 1631
- 1632
- 1633
- 1634

L’année 1630 a été marquée, en philosophie, par les événements suivants :

## Publications
- Comenius : Informatorium školy materské, 1630 - sur l’éducation des jeunes enfants dans des écoles maternelles .

- Fortunio Liceti : Allegoria peripatetica de generatione, amicitia, et privatione in aristotelicum aenigma elia lelia crispis.

- Johann Heinrich Alsted : 
  - Encyclopaedia septem tomis distincta, (2 volumes), Herborn, C. Corvini,
  - Adnotationes in pentateuchum (...) epistolas catolicas, Gyulafehérvár;
  - Theologia Casuum.

- Johannes Micraelius : Syntagma historiarum ecclesiae.

- Thomas Hobbes : A short tract on First Principles, (1630), British Museum, Harleian MS 6796, .ff. 297-308 (authenticité disputée)[1].
  - Court traité des premiers principes, texte, traduction et commentaire par Jean Bernhardt, Paris, PUF, 1988.

## Naissances
- 8 février à Caen : Pierre-Daniel Huet, mort à Paris le 26 janvier 1721, est un philosophe, théologien et érudit français. Il est évêque de Soissons, évêque d'Avranches et membre de l'Académie française. Etudiant brillant et prometteur, il fut à la fois un savant entreprenant, un théologien averti, un philosophe polémique, un mondain et surtout un grand exégète et apologiste des Ecritures. La Censura philosophiae cartesianae (1689), les Alnetanae Quaestiones (1690) ainsi que le Traité philosophique de la faiblesse de l’esprit humain (1723), font partie d’un large travail d’apologétique chrétienne, s’inscrivant dans un fidéisme faisant de la foi l’égale de la raison.

- 25 septembre à Ménil-Hubert : Pierre Cally, mort le 31 décembre 1709 à Caen, est un prêtre catholique et philosophe français, l'un des premiers promoteurs du cartésianisme.